# Seyit Ali Çabuk
Seyit Ali Çabuk sau Caporalul Seyit Ali (n. septembrie 1889 -d. 1939) este un militar din cadrul armatei otomane ce a participat la Primul Război Mondial pe frontul de la Canakkale.
S-a născut în 1889 la Balikesir în districtul Havran în satul Camlik tatăl lui fiind Abdurrahman iar mama se numea Emine.
În 1909 s-a alăturat armatei otomane, participând la Războaiele Balcanice. La începutul Primului Război Mondial îl găsim ca soldat artilerist pe frontul de la Canakkale. La 18 martie 1915 forțele aliate atacă strâmtoarea de la Canakkale, încercând să le deblocheze. La acest moment Seyit ali este adus pe linia fortificației de la Rumeli Mecidiya. Aici în urma atacurilor artileriei turcești unul din vinciurile care duceau bombele spre tunuri s-a rupt. Din acest motiv Seyit Ali a fost nevoit să care în spate bombele care cântăreau 215 kg pentru a le pune în tunuri. El a reușit și cu ajutorul minelor lăsate în apă de către nava turcească Nusret să scufunde o navă militară franceză.
La o zi de la această confruntare jurnaliștii au vrut sa-i facă lui seyit ali o poză în timp ce ridica în spate o astfel de bombă dar acesta oricât se străduia nu reușea acest lucru și atunci acesta a spus: Să înceapă din nou războiul și atunci am să ridic. A fost făcută o poză în cele din urmă dar doar cu glonțul bombei fără ca aceasta să mai aibă și încărcătura
La terminarea războiului Seyit s-a întors în satul său unde s-a ocupat de minerit. În 1934, odată cu scoaterea legii adoptării numelor de familie, acesta a preluat numele de Çabuk 
El a murit în 1939 de tuberculoză.